# Václav Krumpholtz
Václav Krumpholtz (také Václav Krumpholz) (1750 Zlonice – 2. května 1817 Vídeň) byl český houslista, hobojista, hudební skladatel a hráč na mandolínu.

## Život
Václav Krumpholtz byl bratrem známějšího českého skladatele a harfenisty Jana Křtitele Krumpholtze. Začínal v orchestru hraběte Filipa Kinského, kde byl hobojistou i jejich otec. 
Později se stal členem operního orchestru ve Vídni a zde se setkal s Ludwigem van Beethovenem. Patřil mezi jeho nejdůvěrnější přátele. Když Václav Krumpholtz zemřel, Beethoven zkomponoval na jeho památku mužský sbor „Der Gesang der Mönche“ na slova Friedricha Schillera z divadelní hry Vilém Tell.
Václav Krumpholtz byl znám také jako virtuos na mandolínu. Jeho skladatelské dílo zahrnuje řadu drobných houslových skladeb.